# バウバウ
バウバウ（インドネシア語: Kota Baubau）はインドネシアの南スラウェシ州のブトゥン島の中心都市である。バウバウは2001年6月21日に市になった。ムルフム港からペルニが運営するフェリーが出ている。

## 歴史
15世紀、バウバウはブトゥン王国の首都だった。この王国は歴史記録を残していないが、マジャパヒト王国時代にムプ・プラパンカが古ジャワ語で記した頌徳演説のナガラクレタガマで「ブトゥンと呼ばれるこの村は、庭園と灌漑装置が有り、この地区を治める王が居た」と記している。ブトゥン王国は酋長で4人のマスケット銃士のミア・パタミアナが開いた。彼らは島に上陸し、ウォリオと呼ばれる村のリンボ地区長に面会した。 ブトゥンの最初の王はラキラポントで、ムルフム・カイムディーン・カリファトゥル・カミス王と名乗った。
1960年、38代目で最後のムハンマド・ファリヒ・カイムディーン王が王政を終了した。

## 地理
バウバウの北にはブトゥン海峡が、東にはカポントリ地区が、南にはパサルワジョ地区が、西にはカダトゥア地区が有る。バウバウの大部分は山と丘で、標高は0～100mである。斜面の角8～30度である。バウバウは熱帯気候で、日中は29～33℃、夜間は20～29℃である。熱帯雨林、棘の森、砂漠が有る。

## 民族
ブトゥン人、ブギス人、モルッカ人、ジャワ人、スンダ人 が中心である。

## 交通
ムルハム港はバウバウとブトゥン島の交通の要である。ジャカルタと州都ケンダリには直接船で行ける。バウバウにはベトアンバリ空港が有り、南スラウェシ州州都のマカッサルのハサヌディン国際空港まで繋がっている。

## 参考資料
座標: 南緯5度28分00秒 東経122度37分59秒 / 南緯5.46667度 東経122.633度